# Волжины
Во́лжины — древний русский дворянский род.
Происходит от Богдана Евстафьевича Волжина, владевшего поместьями в Коломенском уезде (1577). Потомство его владело поместьями в Брянском, Серпейском, Рыльском, Путивльском и Кромском уездах и было записано в VI части родословной книги Курской губернии, но Герольдией за недостаточностью доказательств не утверждено.

## История рода
Упоминание рыльского сына боярского Евстафия Волжина относится к 1552 году. Богдан Евстафьевич служил по Коломне (1577) и владел поместьем в Коломенском уезде, там же владел в это время отцовским поместьем Иван Григорьевич. Василий Игнатьевич — помещик Рязанского уезда (1579).
Иван Иванович служил по Новгороду Северскому и был окладчиком (1628), сотенный голова (1632), ранен в сражении с литовцами на реке Снава, за что получил придачи: 100 четвертей земли и 9 рублей денег, владел поместьями в Кромском и Рыльском уездах. Потомство его владело поместьями в Брянском, Серпейском, Рыльском, Путивльском и Костромском уездах и внесено в родословную книгу Курской губернии.
Кондратий Волжин за московское осадное сидение пожалован вотчиной в Алексинском уезде.
Трое представителей рода владели населёнными имениями (1699).

## Описание герба
Щит полурассёчен и пересечён. В правой верхней золотой части лазоревый восьмиконечный крест, под ним лазоревый полумесяц рогами вверх (изм. польский герб Шелига). В левой верхней лазоревой части рука, выходящая из серебряного облака в золотых латах, держащая серебряный с золотой рукоятью изогнутый меч (польский герб Малая Погоня). В нижней серебряной части лазоревая рыба, обращённая вправо.
Щит увенчан дворянским коронованным шлемом. Нашлемник: три страусовых пера; среднее лазоревое, правое золотое, левое серебряное. Намёт: справа лазоревый с золотом, слева лазоревый с серебром. Герб рода Волжиных внесён в Часть 19 Общего гербовника дворянских родов Всероссийской империи, стр. 24.

## Известные представители
- Волжин, Александр Николаевич (1862—1933) — государственный деятель.
- Волжин, Валериан Александрович (1845—1919) — русский писатель, журналист, юрист, действительный статский советник.
- Пешкова, Екатерина Павловна (урождённая Волжина), (1876—1965 — российский и советский общественный деятель, правозащитница. Первая жена писателя Максима Горького.